# Hi8
Hi8 és un tipus de cinta magnètica de gravació introduïda per Sony als inicis de la dècada dels noranta amb l'objectiu de proporcionar una millora de la qualitat de les cintes originals Video8. És similar a la cinta S-VHS en qualitat, però no en grandària, ja que és més petita, fent-la manejable i portable.

## Característiques
Hi8 disposa d'unes característiques que la fan superior a la cinta Video8. Entre elles destaquen la banda per àudio digital PCM i la seva millora quant a línies de resolució en el moment de la gravació, la qual incrementa les 200 del Video8 a les 420 línies (560x480 píxels en termes digitals). Com el Super-VHS, utilitza una electrònica de gravador millorada, juntament amb una formulació de mitjans per augmentar l'amplada de la banda de gravació del senyal lumínic. El rang de freqüencia de la portadora FM s'incrementà de 5.7 a 7.7 MHz (amplada de banda de 2.0 MHz). No obstant això, l'amplada de banda de la senyal de croma (resolució del color) no va augmentar.
El preu de les càmeres compatibles amb aquest tipus de cinta és lleugerament major al de les de Video8, però és un cost que es compensa amb la gran qualitat d'àudio i vídeo. De fet, certes cintes Hi8 de 120 minuts també poden ser utilitzades en càmeres Digital8, però a 60 minuts, ja que el nivell de la qualitat i l'emmagatzematge en digital és major.

## Història
Les primeres cintes Hi8 a formar part del mercat de l'audiovisual van ser introduïdes per Sony l'any 1985, concretament durant un període (anys 90 del segle XX) en el qual el sector del vídeo i les càmeres començava a prendre embranzida. Amb la introducció d'aquestes noves cintes de format casset (8 mm) i amb una duració de dues hores, els principals consumidors van rebre-la positivament, amb una acceptació tan bona que va impulsar l'èxit de les càmeres de vídeo.
Aquest impuls també va ser causat per les millores que es van efectuar a cintes i capçals en relació amb els circuits de processament del senyal. En conseqüència, el sensor CCD es va veure beneficiat, permetent a milers d'usuaris gravar imatges en moviment amb la mateixa qualitat que qualsevol emissió de televisió.
En definitiva, un grup d'integrants de la companyia Sony van ser els responsables de la creació del sistema de vídeo "high-band 8 mm". Entre els responsables destaquen Keizo Tsuneki i Yukio Kubota (subdirector i director, respectivament, del departamanet d'enginyeria de vídeo de Sony Corporation en aquell moment).

## Desenvolupament tècnic
El nou format de vídeo "high-band 8 mm" es va crear a partir del clàssic sistema de 8 mm i quant a característiques generals, s'identifica per estar dotat d'un portador de freqüència major, incloent-hi una desviació àmplia i una constant en un temps menor. Tanmateix, el rendiment de les cintes i el capçal incrementa per gravar la longitud d'ones curtes, així com nous circuits per tractar el senyal de banda ampla (separador Y/C i amplificador en la reproducció). En conseqüència, el conjunt de les característiques anteriors permet una resolució superior a les 400 línies, juntament amb una relació entre el senyal i el so més clara.

### Comparació entre Super-VHS i Hi8
Ambdós formats comparteixen la mateixa resolució lumínica de 400 línies, una gran millora dels respectius formats base, aproximadament iguals pel que fa a la qualitat de Laserdisc. Ara bé, tant per S-VHS com Hi8, la resolució de croma es manté sense canvis.
D'altra banda, S-VHS i Hi8 conserven el sistema de gravació d'àudio dels seus formats base; VHS HiFi Stereo supera a Video8/Hi8 AFM, però resta restringit a màquines de gamma alta. De fet, l'àudio digital (PCM) va incorporar-se en alguns models de gravadores Hi8 de major qualitat durant la dècada del 1980. El PCM a Hi8 funciona a una freqüència de mostreig de 32 kHz amb mostres de 8 bits, és a dir, una fidelitat major que el doblatge lineal monoaural proporcionat pel format VHS/S-VHS, però inferior al VHS HiFi. Les gravadores Hi8 amb capacitat PCM poden gravar simultàniament estèreo PCM, en referència al llegat de les pistes d'àudio estèreo (AFM analògic).

### XR
L'actualització definitiva del format Video8 es va produir l'any 1998, quan Sony va introduir la capacitat XR (extended resolution). Video8-XR i Hi8-XR ofereixen una millora del 10% pel que fa a detalls de luminància. L'equip XR reprodueix a la perfecció gravacions que no són XR, i les gravacions XR es poden reproduir completament en equips que no són XR, encara que sense gaudir dels beneficis que ofereix el format XR.
Tots els equips Hi8 poden gravar i reproduir el format heretat de Video8. Ara bé, el contrari no acostuma a ser possible, però hi ha alguns sistemes Video8 desenvolupats més tard que són capaços de reconèixer i reproduir les gravacions en Hi8.

## Aplicacions
Les cintes d'emmagatzematge de dades poden ser usades per realitzar còpies de seguretat, mitjançant mecanismes robotitzats, superant així qualsevol mitjà d'emmagatzematge modern, a causa (principalment) del seu baix cost i la seva capacitat d'emmagatzemament massiva.

## Pel·lícules amb format Hi8

El projecte de la bruixa de Blair (Blair Witch Project).

El format Hi8, a causa del baix cost i l'alta qualitat que ofereix, ha estat utilitzat per realitzar films de baix pressupost, documentals, etc. Una de les pel·lícules més famoses i rodada en Hi8 és El projecte de la bruixa de Blair, la qual conté preses a color rodades amb una videocàmera RCA de Hi8.
Altres films de tipus underground destacables gravats amb format Hi8 són: Ozone: Droga Mortal, Redneck Zombies i The Burning Moon.